# Frances O'Connor (artista circense)
Frances Belle O'Connor (Granite Falls, 8 de setembro de 1914 - Long Beach, 30 de janeiro de 1982) foi uma artista circense americana. Nascida sem braços, sua notável beleza natural a levou a se apresentar com frequência em diversos espetáculos de circo, em que ficou conhecida como "A Beleza sem Braços" ou "Vênus de Milo da Vida Real". Mesmo sem os braços, ela realizava atividades cotidianas, como comer, beber, escrever e fumar, tudo usando os pés. Além disso, costumava fazer tricô e costurar com os pés como passatempo. Iniciou sua carreira com o AI G Circus e, depois, trabalhou com o Ringling Brothers e Barnum & Bailey Circus, de meados da década de 1920 até a década de 1940.

## Filme
O'Connor participou do filme Freaks (1932), dirigido e produzido por Tod Browning. A trama do filme acompanha um grupo de pessoas com deficiência física que trabalham em um circo dos horrores. No longa, ela realiza diversas tarefas cotidianas usando apenas os pés.

## Vida pessoal
Sua mãe atuou como sua empresária na indústria do entretenimento. Frances O'Connor nunca se casou nem teve filhos. Após se afastar dos palcos, ela viveu seus últimos anos em completo anonimato e faleceu em Long Beach, Califórnia, aos 67 anos, em 1982.